# August Sporkhorst
Johann Friedrich August Sporkhorst (* 17. Juni 1871 in Dortmund; † 27. Dezember 1939 in Berlin) war ein deutscher Ingenieur und Unternehmer. 

## Leben
August Sporkhorst war ein Sohn des kaufmännischen Direktors der Aplerbecker Hütte Friedrich Sporkhorst (1821–1897) und der Wilhelmine Therese, geb. Brand (1843–1920).
Nach dem Abitur am Humanistischen Gymnasium in Dortmund absolvierte Sporkhorst ab 1890 für zwei Jahre ein Praktikum in der Maschinenfabrik Deutschland. Anschließend studierte er bis 1896 an den Technischen Hochschulen Darmstadt, Berlin und Braunschweig. 
Sporkhorst brach das Studium ab und war bis 1899 als Betriebsingenieur erst in der Firma Behrens und Kühne in Oschersleben und später beim Maschinenbau-Unternehmen Schäffer & Budenberg in Magdeburg-Buckau. 1899 übernahm er die in Varel ansässige Baumwollweberei Tameling & Stöve. Ende 1905 gründete der Ingenieur Sporkhorst mit Robert Allmers (1872–1951) in Varel die Hansa-Automobil GmbH und wurde Technischer Direktor des Unternehmens. Mit dem Erfolg des Automobilproduktion beendete er 1908 seine Teilhaberschaft an der Baumwollweberei. Als 1914 die Hansa-Lloyd entstand, war Sporkhorst dort gemeinsam mit Sigmund Meyer im Vorstand. 1918 wurde er zum Geheimen Baurat ernannt. Als im Mai 1921 aus Kostengründen die Hansa Automobil- & Fahrzeugwerke AG in Bremen gegründet wurde, kam er hier in den Vorstand und schied bei der Hansa-Lloyd aus dem Vorstand aus. Im gleichen Jahr wurde er an der TH Aachen zum Dr.-Ing. e. h. ernannt.
Ab 1931 baute Sporkhorst mit Walther Dalchow die Deutsche Automobil Treuhand GmbH auf.
1896 heiratete er in Aurich, wo er auch begraben wurde, Elisabeth Fischer (1877–1938). Ihre Tochter Ingeborg (1897–1987) heiratete den späteren Konteradmiral der Kriegsmarine, Reinhold Knobloch.
In Varel-Winkelsheide erinnert die August-Sporkhorst-Straße an ihn.